# 小牧野遺跡
小牧野遺跡（こまきのいせき）は、青森県青森市にある縄文時代後期前半の遺跡。所在地は青森市野沢字小牧野。三内丸山遺跡の南およそ8kmの場所
に位置する。1995年（平成7年）3月17日に国の史跡に指定された。2021年（令和3年）、「北海道・北東北の縄文遺跡群」として世界文化遺産に登録された。2015年（平成27年）5月3日に約1.5km離れたところにある旧青森市立野沢小学校（2012年（平成24年）3月に閉校）を改修し、「青森市小牧野遺跡保護センター」（愛称:縄文の学び舎・小牧野館）が開設された。

## 概要
小牧野遺跡は、荒川と入内川に挟まれた台地上、標高145m付近のところにある。遺跡は古くからその存在が知られてはいたが、長い間調査はされていなかった。しかし1980年代前半、当時青森山田高等学校に勤務していた葛西励が発掘調査を実施。続縄文時代の遺物を発掘し、遺跡としての認知度が上がる。その後、青森市教育委員会が1985年（昭和60年）に高田村史の編纂のために発掘調査を実施し、土器などを発掘。そして、1989年（平成元年）には青森山田高等学校の考古学研究会(顧問：葛西励、高橋潤)が環状列石を発掘し、青森市の有名な遺跡の一つとなる。1990年（平成2年）から青森市教育委員会が調査を受け継ぎ、竪穴建物跡、湧水遺構、当時の墓、道路状遺構などを発掘した。後に廃校された野沢小学校を利用した展示施設「縄文の学び舎・小牧野館」がオープンし、小牧野遺跡の出土品やその他青森市による発掘調査の出土品を展示している。

## 遺跡の概要

### 環状列石

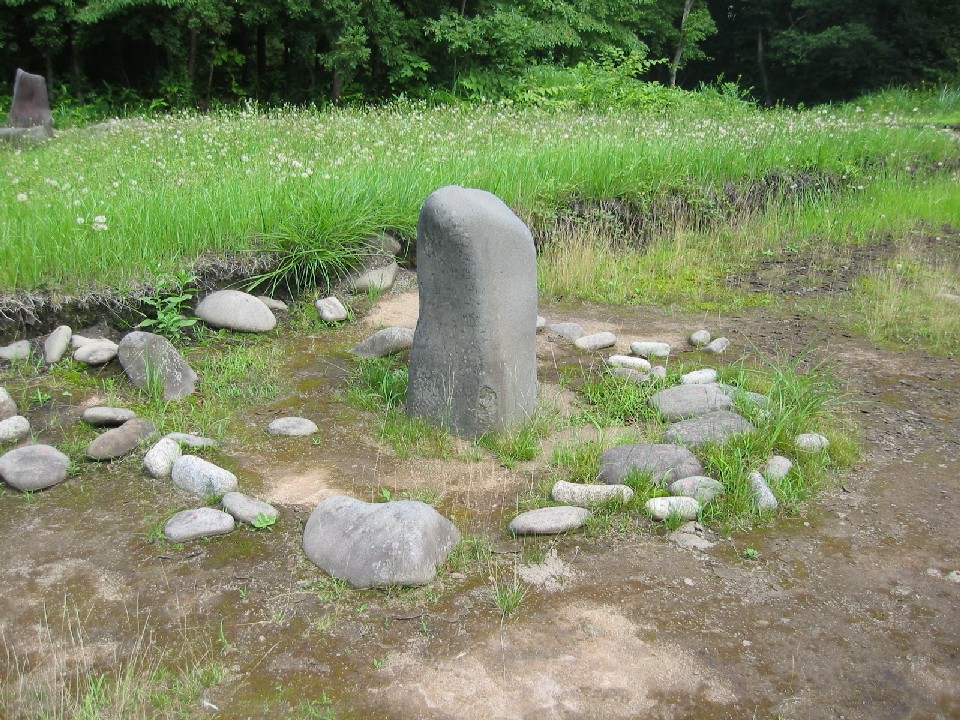
環状列石の中心部

直径2.5ｍの中央帯、直径29ｍの内帯、直径35.5ｍの外帯の三重の輪のほか、さらに外側に、一部四重となる弧状列石や、直線状列石、直径4ｍの環状列石などがあり、直径は55ｍにもおよぶ。
荒川から運んだと推測された石を、縦に置き、さらにその両脇に平らな石を横に数段積み重ね、さらにその脇に縦に石を置いて環状に並べて、そうして出来た環をさらに三重（一部四重）にしている。この並べ方は石垣の積み方に類似する煩雑な並べ方からも全国的にも非常に珍しく、「小牧野式」と呼ばれている。
配石の中に大型壺形土器（甕棺；かめかん）もみられる。
なお、北にある三内丸山遺跡でも同様の遺構が確認されているため、何らかの関連を示唆する声もある。
信仰対処となっていた為か、「馬頭観音」という文言が彫られている石もある。

### 土器・石器
土坑墓周辺から大量の土器が発掘されている。また続縄文文化（北海道を中心に栄えた続縄文時代に基づく文化）に属すると思われる土器も見つかっている。特徴的なものとしては祭祀に使われたと思われる三角形岩版や円形岩版がある。

### 湧水遺構
地元に「竜神様が出る泉がある」や「人が泉に水を飲みに行ったところ大蛇に食われてしまった」などといった伝説が伝わっていたため、調査したところ発見された。今もなお水が湧き出ている。

### 墓
墓石らしきものが存在するものもあるが、墓ごとにそれぞれ異なり、個性的な墓が多い。墓道の斜面の上部には環状列石があり、縄文時代であってもすでに身分制度があったのではないかという指摘もある。

### 柱穴
遺跡からは柱の跡と見られる穴が見つかっている。そのため、ここに何らかの建物が存在していたと推測される。

## 交通
- 青森市民バス
大柳辺線「野沢」下車、徒歩20分